# Plano de Paz de Trump para a Palestina

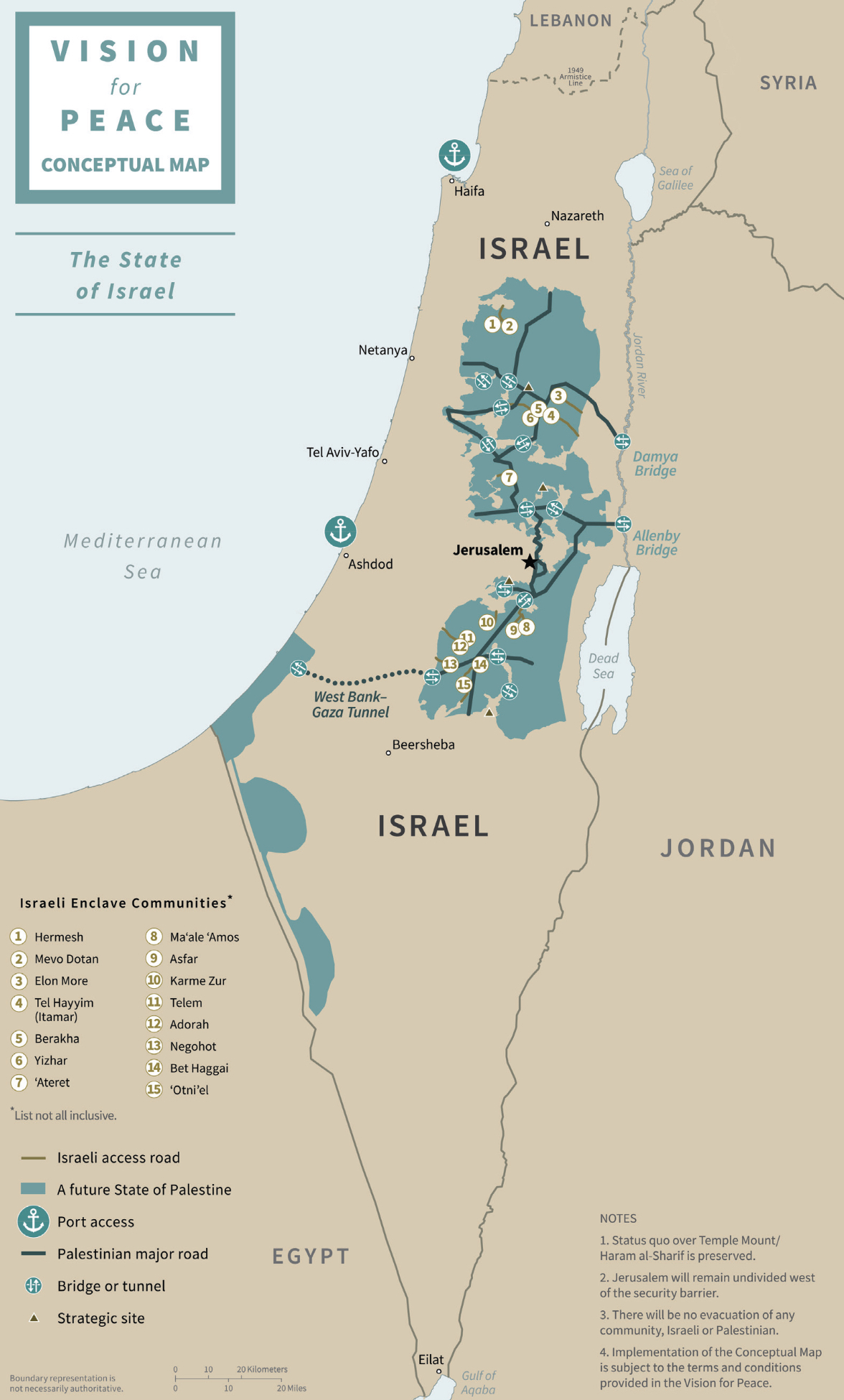
Mapa da proposta do Governo de Donald Trump para resolver o conflito israelo-palestino

O Plano de Paz de Trump para a Palestina, oficialmente intitulado "Paz para a prosperidade: Uma Visão para Melhorar a Vida do Povo Palestino e Israelense"', foi uma proposta do governo Trump para resolver o conflito israelense-palestino. Donald Trump revelou formalmente o plano em uma entrevista coletiva na Casa Branca ao lado do primeiro-ministro israelense Benjamin Netanyahu em 28 de janeiro de 2020, embora nenhuma autoridade palestina tenha sido convidada para negociações.
O plano foi elaborado por uma equipe liderada pelo genro de Trump e conselheiro sênior Jared Kushner. Tanto os colonos israelenses na Cisjordânia, quanto a liderança palestina rejeitaram o plano: os primeiros porque a proposta previa um Estado palestino, enquanto o último argumentou que a ideia era muito tendenciosa a favor de Israel. O plano está dividido em duas partes, uma parte econômica e uma parte política. Em 22 de junho de 2019, a administração Trump divulgou a parte econômica do plano, intitulada "Paz para a prosperidade". A parte política foi lançada no final de janeiro de 2020.
O plano foi caracterizado como exigindo poucas concessões dos israelenses e impondo exigências muito severas aos palestinos. As reações entre os congressistas democratas foram mistas, e todos os candidatos democratas à presidência denunciaram o anúncio como uma "cortina de fumaça" para a anexação israelense. Os benefícios propostos para os palestinos com o plano dependem de Israel e dos Estados Unidos posteriormente concordarem que uma lista de condições foi implementada, incluindo a desmilitarização total e o abandono da ação legal internacional contra Israel e os Estados Unidos. O plano também propunha uma série de enclaves palestinos cercados por um território israelense alargado e rejeitava Jerusalém Oriental como capital palestina, propondo, em vez disso, uma capital nos arredores da cidade. O local proposto para uma capital palestina inclui o campo de refugiados de Shuafat, descrito como "uma favela dominada por gangues".